# Череновское сельское поселение (Белгородская область)
Черено́вское се́льское поселе́ние — муниципальное образование в Ивнянском районе Белгородской области.
Административный центр — село Череново.

## История
Череновское сельское поселение образовано 20 декабря 2004 года в соответствии с Законом Белгородской области № 159.

## Население
| 2010  | 2011  | 2012  | 2013  | 2014  | 2015  | 2016  | 2017  | 2018  |
| ----- | ----- | ----- | ----- | ----- | ----- | ----- | ----- | ----- |
| 1233  | ↘1230 | ↘1207 | ↘1177 | ↗1183 | ↘1180 | ↘1173 | ↘1162 | ↘1155 |
| 2019  | 2020  | 2021  |       |       |       |       |       |       |
| ↘1130 | ↘1090 | ↘1037 |       |       |       |       |       |       |

## Состав сельского поселения
| № | Населённый пункт    | Тип населённого пункта       | Население |
| - | ------------------- | ---------------------------- | --------- |
| 1 | Песчаное            | село                         | ↘680      |
| 2 | Степь               | хутор                        | →0        |
| 3 | Череново            | село, административный центр | ↗553      |
| 4 | Череновские Выселки | хутор                        | ↘0        |